# محارزه، قنا
محارزه (به عربی: المحارزة)، روستایی از توابع شهرستان ابو تشت در استان قنا و کشور مصر است.

## جمعیت
براساس سرشماری سال ۲۰۰۶ مصر، جمعیت آن ۱۴۱۲۰ نفر(۶۵۹۹ مرد و ۷۵۲۱ زن) بوده‌است.